# Condom
Condom, nota anche come Condom-en-Armagnac e Condom-sur-Baïse, è un comune francese di 7 403 abitanti situato nel dipartimento del Gers nella regione Occitania, sede di sottoprefettura. È anche la città più importante della regione storica della Ténarèze (talvolta denominata anche Condomois).

## Storia
Condom fu sede vescovile dall'11 luglio 1317 al 29 novembre 1801, quando la diocesi di Condom fu incorporata nella diocesi di Agen.

## Monumenti e edifici storici
Possiede una cattedrale tardogotica dedicata a San Pietro edificata agli inizi del cinquecento. In stile gotico fiammeggiante è anche il chiostro dell'ex arcivescovado, oggi sede del Municipio.
Una statua dei "Tre moschettieri" e di d'Artagnan si trova accanto alla cattedrale ed è stata creata nel 2010 dallo scultore georgiano Zurab Tsereteli.

## Società

### Evoluzione demografica
Abitanti censiti

## Amministrazione

### Gemellaggi
- Grünberg
- Toro